# Tornieria
Tornieria (лат.) — род ящеротазовых динозавров из семейства Diplodocidae, относящегося к завроподам, живших в юрском периоде на территории нынешней Танзании. Впервые описан палеонтологом Sternfeld в 1911 году. Представлен одним общепризнанным видом — T. africana. Родовое название дано в честь немецкого палеонтолога Густава Торнира (1858—1938).

## История
В 1908 году палеонтолог Эберхард Фраас (Eberhard Fraas) идентифицировал остатки двух разновидностей зауропод из Танзании, которые он назвал Gigantosaurus robusta и Gigantosaurus africanus.
Позднее, в 1911 году другой палеонтолог Sternfeld переименовал танзанийских зауроподов в Tornieria, сделав два вида T. robusta и T. africana. Переоценка Tornieria в 1961 году палеонтологом Вернером Яненшем показала, что один вид, T. africana, является фактически африканским видом жившего в Северной Америке Barosaurus (хотя некоторые палеонтологи не соглашаются с этой оценкой). Останки другого вида, T. robusta, оказалось, принадлежали титанозавру и были переименованы в Janenschia.
В настоящее время к роду Тornieria относится общепризнанный вид T. africana и один спорный вид T. gracilis (другая африканская разновидность Barosaurus) из-за неясности, являются ли Тornieria и Barosaurus синонимичными.